# Lee Naylor (athlétisme)
Pour les articles homonymes, voir Naylor et Lee Naylor.
Lee Michelle Naylor (née le 26 janvier 1971 à Shepparton) est une athlète australienne spécialiste du 400 mètres. Elle obtient ses seules médailles mondiales en relais 4 × 400 mètres.

## Carrière
En janvier 2022, elle reçoit la médaille de l'Ordre d'Australie,.

### Palmarès
| Date | Compétition                | Lieu          | Résultat | Performance   |
| ---- | -------------------------- | ------------- | -------- | ------------- |
| 1995 | Championnats du monde      | Göteborg      | 3e       | 3 min 25 s 88 |
| 1998 | Coupe du monde des nations | Johannesbourg | 6e       | 3 min 31 s 67 |
| 1998 | Jeux du Commonwealth       | Kuala Lumpur  | 1re      | 3 min 27 s 28 |
| 1999 | Championnats du monde      | Séville       | 6e       | 3 min 28 s 04 |

### Records
| Épreuve    | Performance | Lieu  | Date       |
| ---------- | ----------- | ----- | ---------- |
| 400 mètres | 51 s 35     | Osaka | 9 mai 1998 |